# Travis McCabe
Travis McCabe (Prescott, Arizona, 12 de maio de 1989) é um ciclista estadounidense membro da equipa Floyd's Pro Cycling.

## Palmarés
2013
- 1 etapa do Nature Valley Grand Prix

2014
- USA Cycling National Racing Calendar
- 1 etapa do Redlands Bicycle Classic
- Winston Salem Cycling Classic
- 1 etapa da Joe Martin Stage Race
- 1 etapa do Nature Valley Grand Prix
- 2º no Campeonato dos Estados Unidos em Estrada

2016
- 1 etapa da Joe Martin Stage Race
- 1 etapa do Tour de Gila
- 1 etapa do Tour de Utah
- 3º no Campeonato dos Estados Unidos em Estrada

2017
- 1 etapa do Herald Sun Tour[2]
- 2 etapas do Tour de Langkawi
- 1 etapa do Tour de Utah

2018
- 2 etapas do Tour de Utah
- 1 etapa do Colorado Classic[3]

2019
- 1 etapa do Tour de Langkawi
- 1 etapa do Tour de Gila